# 本龍寺 (鎌倉市)
本龍寺（ほんりゅうじ）は、神奈川県鎌倉市にある日蓮宗の寺院。山号は龍口山。本尊は大曼荼羅。霊跡本山比企谷妙本寺の旧末寺（池上土富店法縁）。

## 歴史
この寺は、日蓮聖人の直弟子である日朗聖人の弟子、朗門九鳳の一人、妙音坊日行聖人を開山とする。比企高家の屋敷跡に建てられたと伝えられ、境内には高家の墓が残る。
龍口寺輪番八ヶ寺の一つ。慶長6年（1601年）に津村の国人で日蓮宗の信奉篤い島村采女により龍口寺が本格的な寺としての格式を整えられてから、江戸時代までは片瀬腰越八ヶ寺（通称片瀬八ヶ寺）が輪番で維持していた。本龍寺もそれまでは「与蓮山」と号していたが、「龍口山」と改める。
平成14年、立教開宗750年・創建700年を期して、本堂建て替え並び寺域整備を行う。
現董は第41世。

## 堂内安置
臨滅度時大曼荼羅御本尊（模刻）
雨乞い日蓮聖人像
日行聖人像（室町期）
鬼子母神
大黒天・三面大黒天